# Лупачево (Вологодская область)
Лупачево — деревня в Кичменгско-Городецком районе Вологодской области.
Входит в состав Енангского сельского поселения, с точки зрения административно-территориального деления — в Нижнеенангский сельсовет.
Расстояние по автодороге до районного центра Кичменгского Городка составляет 56 км, до центра муниципального образования Нижнего Енангска — 4 км. Ближайшие населённые пункты — Пронино, Верхнее Поладово, Плесо.
Население по данным переписи 2002 года — 4 человека.